# Glacis (Seicheles)
Glacis é um distrito das Seicheles localizado na região norte da ilha de Mahé com uma área de  6.853 km².

Em 2021 a população desse distrito foi estimada em 4,081 habitantes com uma densidade de 595.5/km², segundo o censo de 2010 em Glaci havia 1,881 homens e 1,952 mulheres.